# 中原平和公園
中原平和公園（なかはらへいわこうえん）は、神奈川県川崎市中原区木月住吉町にある都市公園（地区公園）。園内に川崎市平和館が設置されている。

## 概要
同地には、東京航空計器の本社工場が置かれていたが、太平洋戦争後に米軍に接収され米陸軍出版センターとして使用された。1975年に全面返還されたのを機に、その跡地は神奈川県立住吉高校（1980年開校）および公園として整備された。中原平和公園としての開設は1983年1月。同年6月4日に開園記念式典が開催された。
綱島街道に面し、敷地内を二ヶ領用水（川崎堀）が流れる。東急東横線の、元住吉駅と武蔵小杉駅の中間辺りに位置する。近隣には桜の名所として知られる渋川も流れていることから、春には「住吉ざくら さくら祭」が園内にて開催される。また、敷地内にはランニングコースのようなものが設置されているため走っている人や、犬の散歩をする人で賑わっている。大きな公園なため、周辺の学生が遊んでいることもある。
平和をテーマとした公園であり、平和祈念像をはじめとして複数の彫刻や記念碑が設置されている。1992年に川崎市平和館が開館した。

## 施設
- 川崎市平和館
- 野外音楽堂　−アーティスト等がイベントを開催することもある
- はだしの広場 − 夏期には流水が実施される
- 冒険ひろば
- 遊具広場

## 隣接する施設
- 関東労災病院
- 神奈川県立住吉高等学校
- 川崎市立住吉中学校
- 川崎市立東住吉小学校

## 交通

### 鉄道
| アクセス 利用可能な駅                          |
| ---------------------------------------------- |
| 東急東横線 東急目黒線 - 元住吉駅 ｰｰｰ 徒歩約5分 |

### 道路
- 東京都道・神奈川県道2号東京丸子横浜線 ｰｰｰ (綱島街道)